# Lose Control (Let Me Down)
Lose Control (Let Me Down) ist ein Lied von Sängerin Keri Hilson und Rapper Nelly. Das Stück wurde als vierte Single aus dem Album No Boys Allowed ausgekoppelt.
Das Lied ist ein Up-tempo-/R&B-Song und wurde am 10. Mai 2011 im US-amerikanischen Radio erstausgestrahlt, der Verkauf der Single startete dort am gleichen Tag. Die Single wurde von Stargate produziert.
Die Single erreichte in vielen Download-Charts Europas die Top-10. In den US-Billboard-R&B-Charts erreichte Lose Control Rang 77 und hielt sich einige Wochen in den Charts. In Rumänien und Neuseeland erreichte Lose Control die Top 35 der Single-Charts. In Deutschland wurde Lose Control nicht veröffentlicht.